# Человек, который смеётся (мини-сериал)
«Челове́к, кото́рый смеётся» (фр. L'Homme qui rit) — французский 3-серийный мини-сериал, поставленный в 1971 году на французском телевидении режиссёром Жаном Кершброном. Экранизация одноимённого романа Виктора Гюго.

## Сюжет
Действие происходит в Великобритании в конце XVII — начале XVIII веков. Умирающего от голода мальчика Гуинплена и слепую девочку Дею приютил путешествующий философ Урсус. Главный герой в раннем детстве был похищен и обезображен компрачикосами, на его долю выпало огромное количество тяжёлых испытаний, но, несмотря на это, он вырос умным, добрым, смелым и благородным человеком и прошёл путь от ярмарочного актёра до члена парламента.

## В ролях
- Ксавье Депра — Урсус
- Филипп Букле — Гуинплен
- Эрик Дамен — Гуинплен в детстве
- Дельфина Дезье — Дея
- Жорж Маршаль — лорд Дэвид
- Жюльетта Вийяр — герцогиня Джозиана
- Филипп Клей — Баркильфедро
- Мари Летурне — Фиби
- Клодин Рейра,
- Рауль Марко, и др.

## Съёмочная группа
- Режиссёр: Жан Кершброн
- Авторы сценария: Виктор Гюго (автор романа), Жан Кершброн, Поль де Бомон
- Композитор: Жан Винер
- Операторы: Альберт Шимель, Кристиан Петар
- Художник-постановщик: Жан Гурмелен

## Издание на видео
- Во Франции неоднократно выпускался на DVD.
- Мини-сериал демонстрировался на советском телевидении в 1989 году.
- В России на DVD выпущен 20 января 2011 года фирмой «Cinema Prestige».